# Generațiile avioanelor militare cu reacție

## Prima generație (1944-1953)
- Germania
  - Heinkel He 280
  - Messerschmitt Me 262
  - Heinkel He 162
  - Arado Ar 234
  - Horten Ho 229

- Franța
  - Dassault Ouragan
  - Dassault Mystère IV

- Uniunea Sovietică
  - Mikoyan-Gurevich MiG-9 Fargo
  - Mikoyan-Gurevich MiG-15 Fagot
  - Mikoyan-Gurevich MiG-17 Fresco
  - Lavochkin La-15 Fantail
  - Yakovlev Yak-15/17/23
  - Yakovlev Yak-25

- Suedia
  - Saab Tunnan

- Marea Britanie
  - de Havilland Vampire
  - Hawker Hunter
  - Gloster Javelin
  - Gloster Meteor

- Statele Unite
  - Lockheed P-80 Shooting Star
  - North American F-86 Sabre
  - Northrop F-89J Scorpion

## A doua generație (1953-1960)
- Canada
  - Avro Arrow

- Franța
  - Dassault Étendard IV

- India
  - HAL HF-24 Marut

- Suedia
  - Saab Draken

- Uniunea Sovietică
  - Mikoyan-Gurevich MiG-21
  - Mikoyan-Gurevich MiG-19
  - Sukhoi Su-7
  - Sukhoi Su-9/Su-11

- Marea Britanie
  - English Electric Lightning
  - De Havilland Sea Vixen
  - Gloster Javelin

- Statele Unite
  - Chance-Vought F-8 Crusader
  - Grumman F-11 Tiger
  - Republic F-105 Thunderchief
  - Lockheed F-104 Starfighter
  - Convair F-102 Delta Dagger
  - Convair F-106 Delta Dart
  - North American F-100 Super Sabre

## A treia generație (1960-1970)
- China
  - Shenyang J-8

- Franța
  - Dassault Mirage F.1
  - Dassault Super Étendard
  - Dassault Mirage III

- Iran
  - Azarakhsh
  - Saeqeh
  - Shafaq

- Uniunea Sovietică
  - Mikoyan-Gurevich MiG-21
  - Mikoyan-Gurevich MiG-23
  - Mikoyan-Gurevich MiG-25
  - Sukhoi Su-15
  - Sukhoi Su-17
  - Tupolev Tu-28

- Marea Britanie
  - Hawker Siddeley Harrier

- Statele Unite
  - General Dynamics F-111
  - McDonnell Douglas F-4 Phantom II
  - Northrop F-5

## A patra generație (1970-1990)
- Brazilia-Italia
  - AMX International AMX

- China
  - JH-7 Flying Leopard
  - Shenyang J-8

- Franța
  - Dassault Mirage 2000

- Israel
  - IAI Kfir

- Japonia
  - Mitsubishi F-2

- România-Iugoslavia
  - IAR 93

- Taiwan
  - AIDC F-CK Indigenous Defence Fighter (IDF)

- Uniunea Sovietică/Federația Rusă
  - Mikoyan MiG-29
  - Mikoyan MiG-31
  - Sukhoi Su-27
  - Yakovlev Yak-38

- Suedia
  - Saab Viggen

- Marea Britanie/Germania/Italia
  - Panavia Tornado

- Marea Britanie/Statele Unite
  - McDonnell Douglas/BAE Harrier II

- Statele Unite
  - Grumman F-14 Tomcat
  - McDonnell Douglas F-15 Eagle
  - General Dynamics F-16 Fighting Falcon
  - McDonnell Douglas F/A-18 Hornet
  - Northrop F-20 Tigershark

## Generația 4,5 (1991-Prezent)
- China
  - Chengdu J-10
  - Shenyang J-11

- Franța
  - Dassault Rafale

- India
  - HAL Tejas

- Internaționale 
  - Eurofighter Typhoon (Marea Britanie/Germania/Italia/Spania)
  - JF-17 Thunder sau FC-1 Fierce Dragon (China/Pakistan)
  - Su-30MKI (Rusia/India)

- Rusia
  - Mikoyan MiG-35
  - Sukhoi Su-30/-33/-34/-35/-37

- Suedia
  - Saab JAS 39 Gripen

- Statele Unite
  - F/A-18E/F Super Hornet
  - F-15E Strike Eagle
  - F-16 Block 50/52 (incluzând F-16F Desert Falcon, F-16I Soufa)

## Generația a cincea
- China
  - Shenyang J-XX

- India
  - Medium Combat Aircraft

- Rusia
  - PAK FA
  - Mikoyan Project 1,42/1,44

- Statele Unite
  - F-22 Raptor
  - F-35 Lightning II
  - YF-23 Black Widow II
  - Boeing X-32
  - McDonnell Douglas X-36